# Aljaksandr Byčanok
Aljaksandr Viktaravič Byčanok (in bielorusso Аляксандр Віктаравіч Бычанок?; Mahilëŭ, 30 maggio 1985) è un ex calciatore bielorusso, di ruolo centrocampista.